# Victorinox
 (mai 2023).
Victorinox est une entreprise de coutellerie et d'horlogerie suisse fondée en 1884 et implantée à Ibach, dans le canton de Schwytz, fabriquant le célèbre couteau suisse, des montres, de la bagagerie et des parfums.

## Histoire

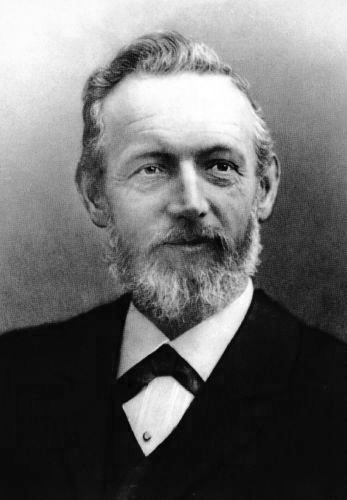
Karl Elsener.

L'entreprise a été fondée en 1884 sous le nom de Messerfabrik Carl Elsener à Ibach. En 1891, il co-fonde Schweizerischer Messerschmiedverband, une association des maîtres couteliers suisses. Elsener et ses pairs de l'époque livrent des couteaux à l'armée suisse.
Le Schweizer Offiziers und Sportmesser d'Elsener est breveté en 1897, puis commercialisé à l'échelle internationale sous le nom de couteau suisse original.
A la mort de sa mère en 1909, Elsener nomme la marque Victoria en son honneur. L'introduction des armoiries suisses comme logo de l'entreprise remonte à la même année. En 1921, la société change son nom commercial pour l'actuel Victorinox, un mot-valise de Victoria et Inox, une abréviation pour l'acier inoxydable.
Le 26 avril 2005, Victorinox rachète Wenger SA, l'autre fabricant du couteau suisse, annonçant qu'il avait l'intention de garder les deux marques intactes.
Le 30 janvier 2013, Victorinox fusionne les gammes de produits de couteaux Wenger avec la marque Victorinox pour renforcer sa position concurrentielle à l'échelle internationale.
En 2014, Victorinox rachète le groupe TRG. Victorinox a intégré TRG Group dans l'entreprise en tant que division Victorinox Travel Gear.
En 2017, Victorinox ferme la division vêtements pour se concentrer sur d'autres gammes de produits de base.
En octobre 2018, Victorinox et l'Office fédéral de l'armement (Armasuisse) trouvent un accord concernant la marque Swiss Military, utilisée et enregistrée en Amérique du Nord depuis plusieurs années.

## Produits

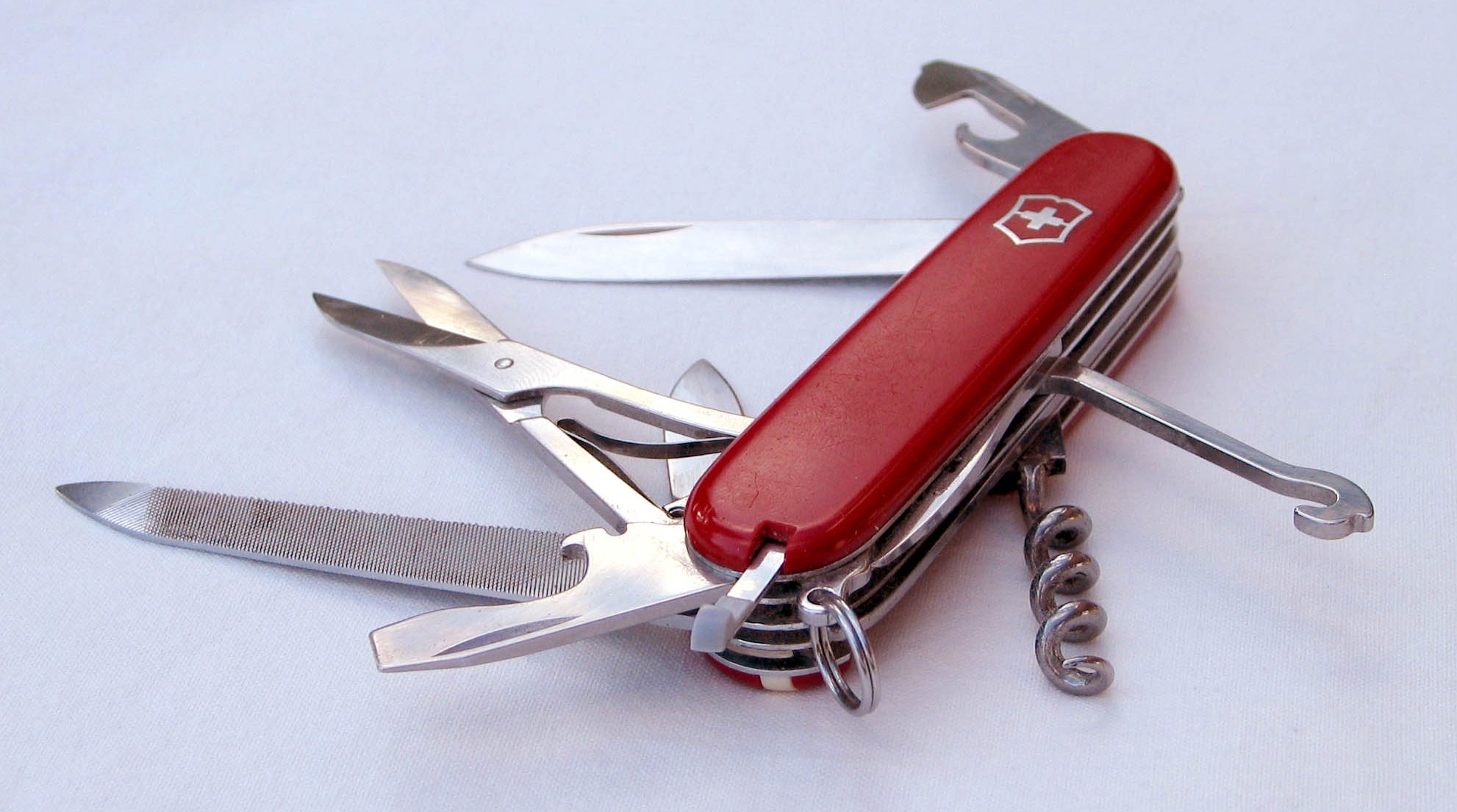
Un couteau suisse.

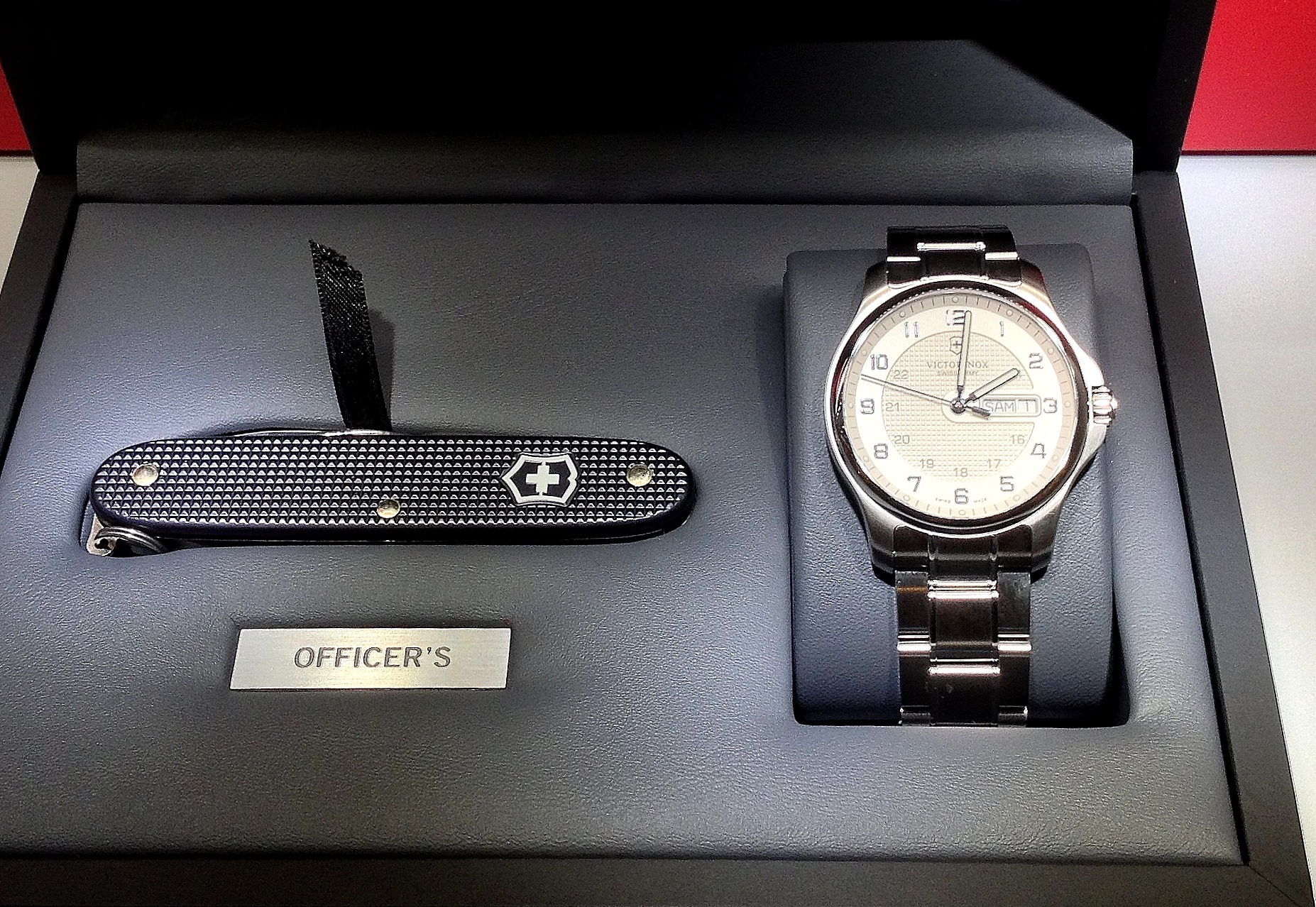
Montre pour homme Officer's de Victorinox.

Le produit le plus connu de l'entreprise est le couteau suisse, qui était à l'origine produit uniquement par Victorinox. Entre 1908 et 2005, l'entreprise a partagé le contrat avec Wenger SA. Victorinox a racheté Wenger en 2005. Victorinox fabrique une grande variété du couteau. Avec les variantes développées pour l'armée (couteau de soldat), Victorinox fournit non seulement l'armée suisse mais aussi d'autres armées dans le monde.
Victorinox fabrique également des couteaux de ménage (commercialisés sous le nom Forschner jusqu'en 2011), des couteaux d'extérieur, des couteaux professionnels, des couteaux en céramique , des couteaux forgés, des couteaux de jardin, des outils de poche multifonctions (multi-tools), des outils d'affûtage et des articles de cuisine.
Une autre variante du couteau multifonction est la Swiss Card 
au format carte de crédit.
Victorinox est le fabricant de la baïonnette du fusil d'assaut suisse SIG 550.
L'autre gamme de produits Victorinox comprend des montres-bracelets, des bagages et des parfums ainsi qu'une collection de vêtements et d'accessoires de 2001 à 2017.

## Galerie photos

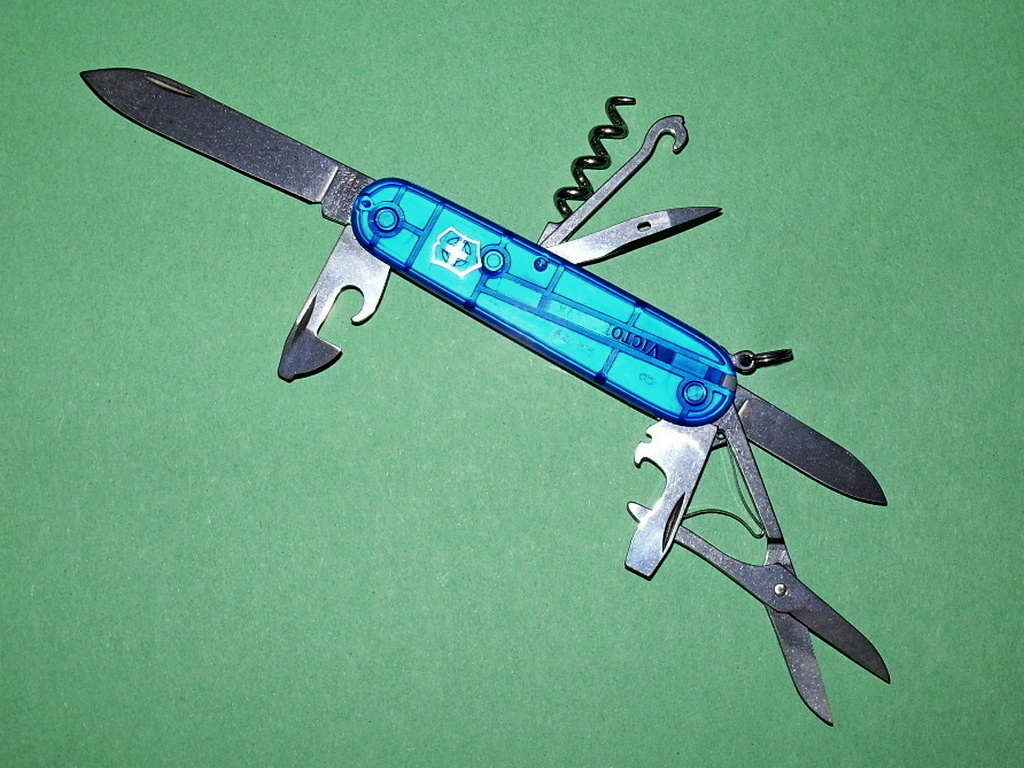
Victorinox Climber
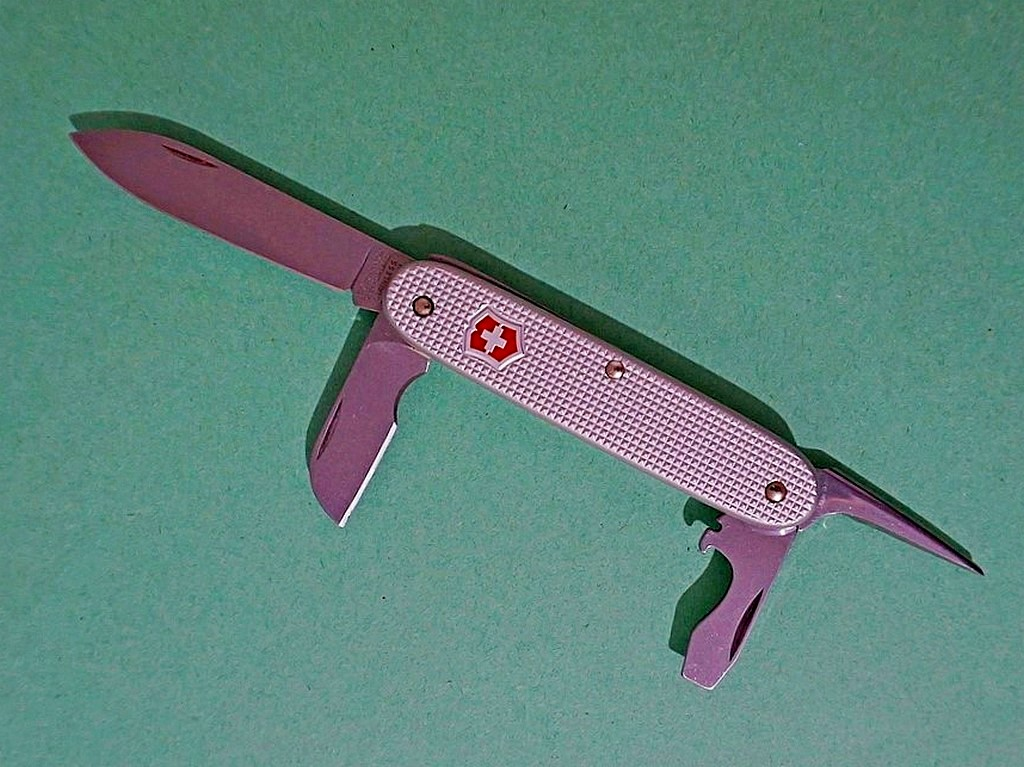
Victorinox Electrician
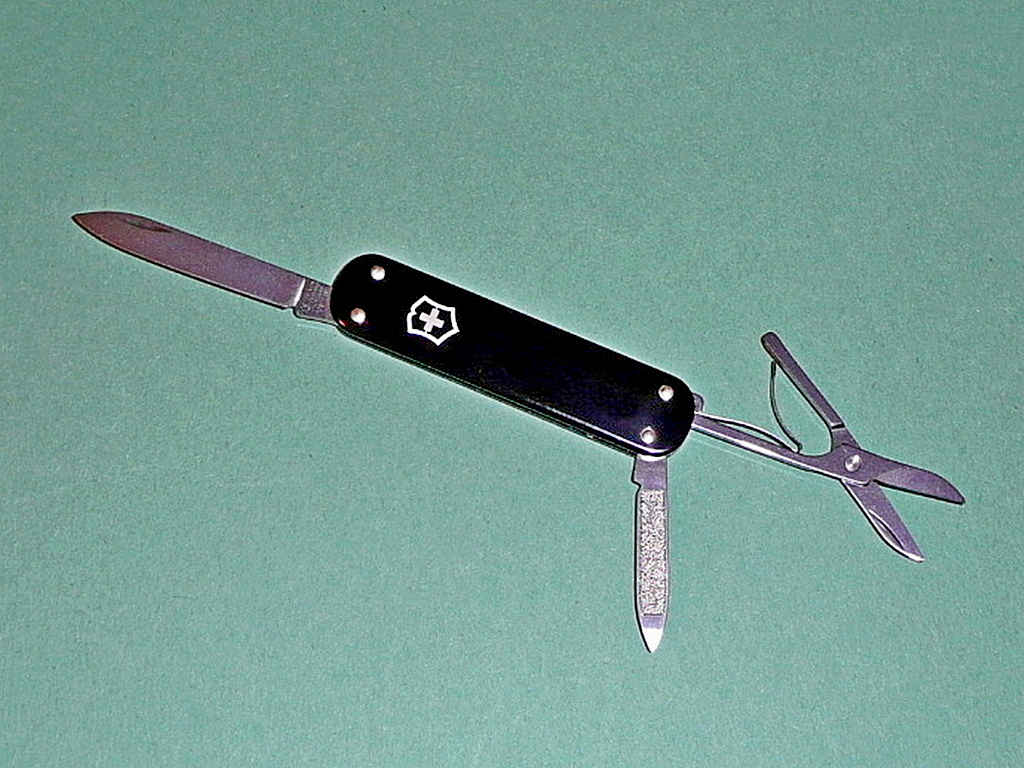
Victorinox Money-Clip
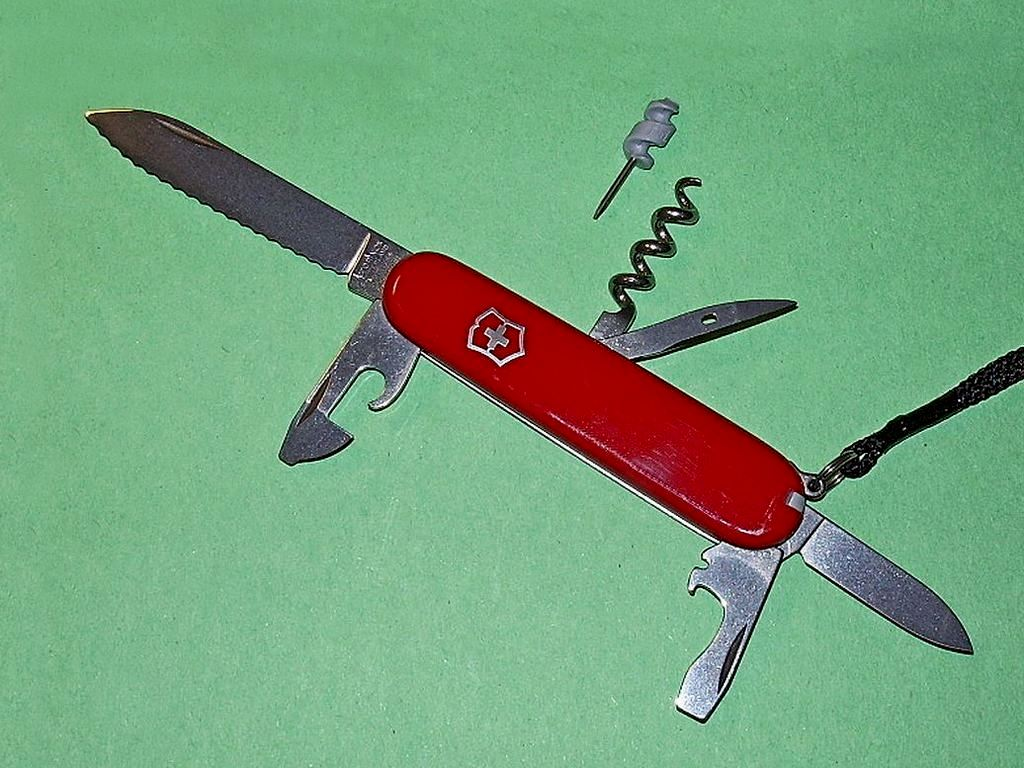
Victorinox Weekender
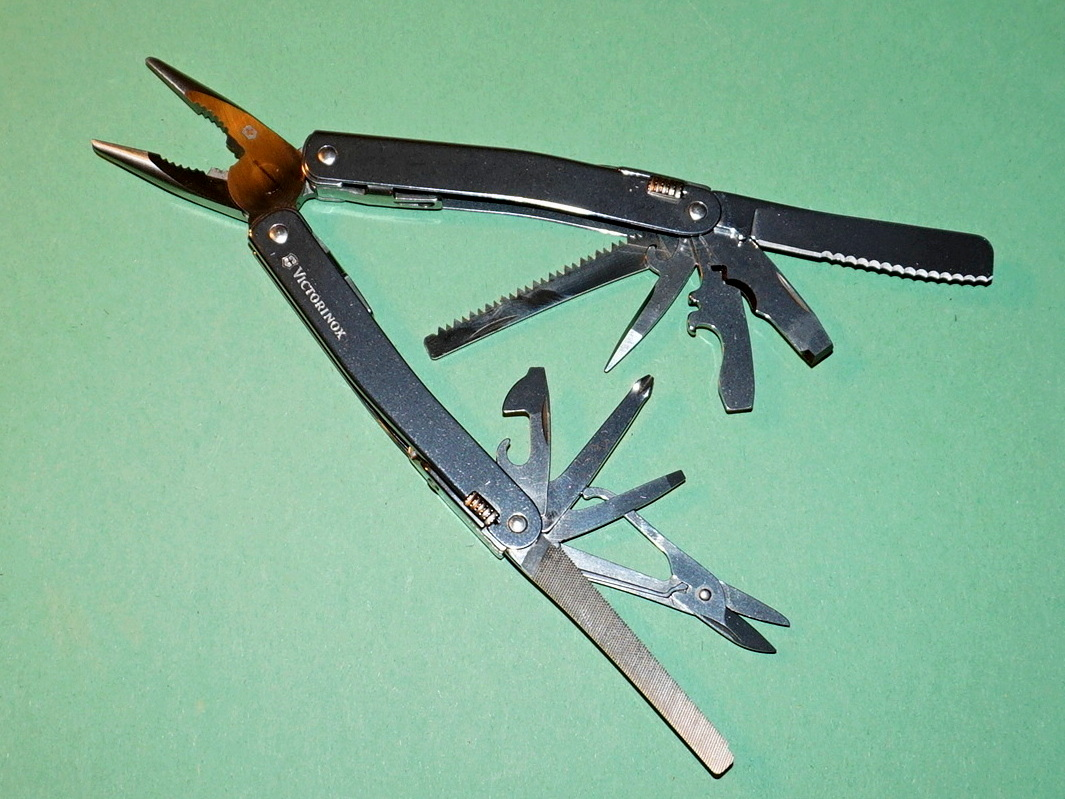
Victorinox Spirit
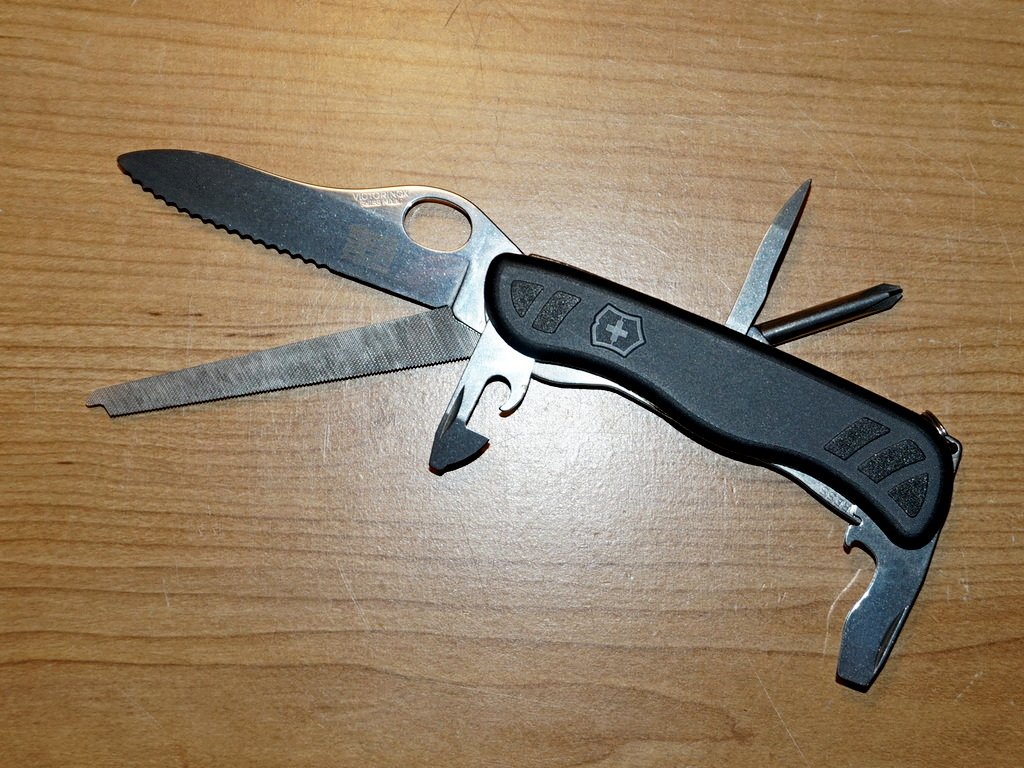
Victorinox One-Hand Master RT
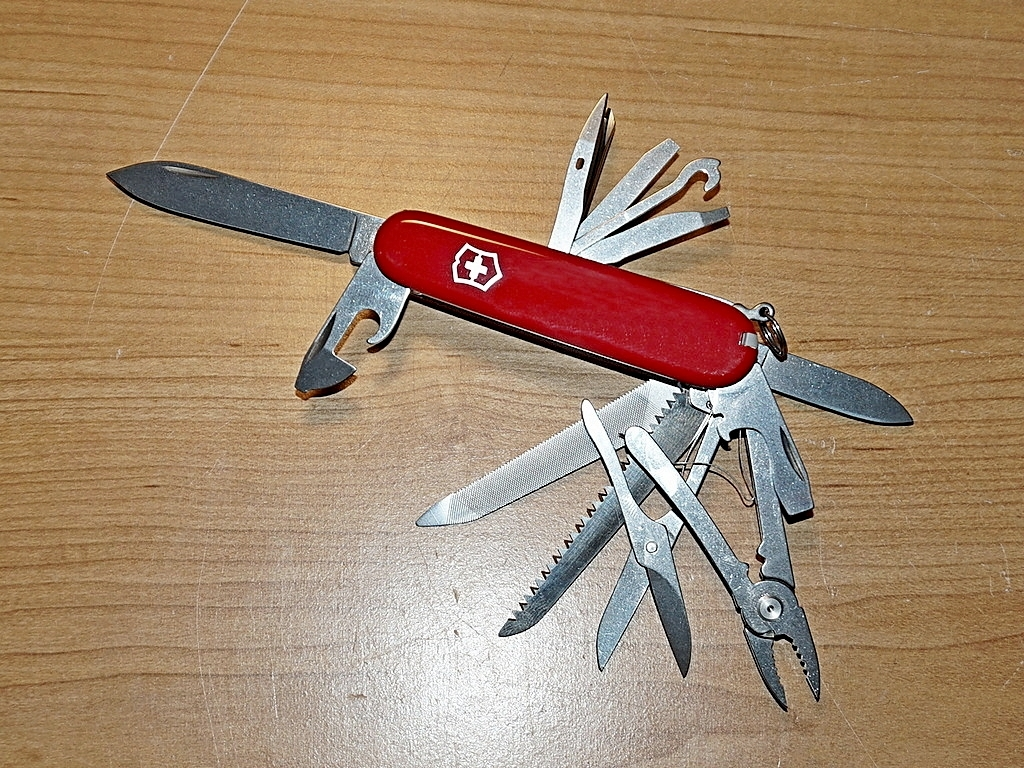
Victorinox Craftsman
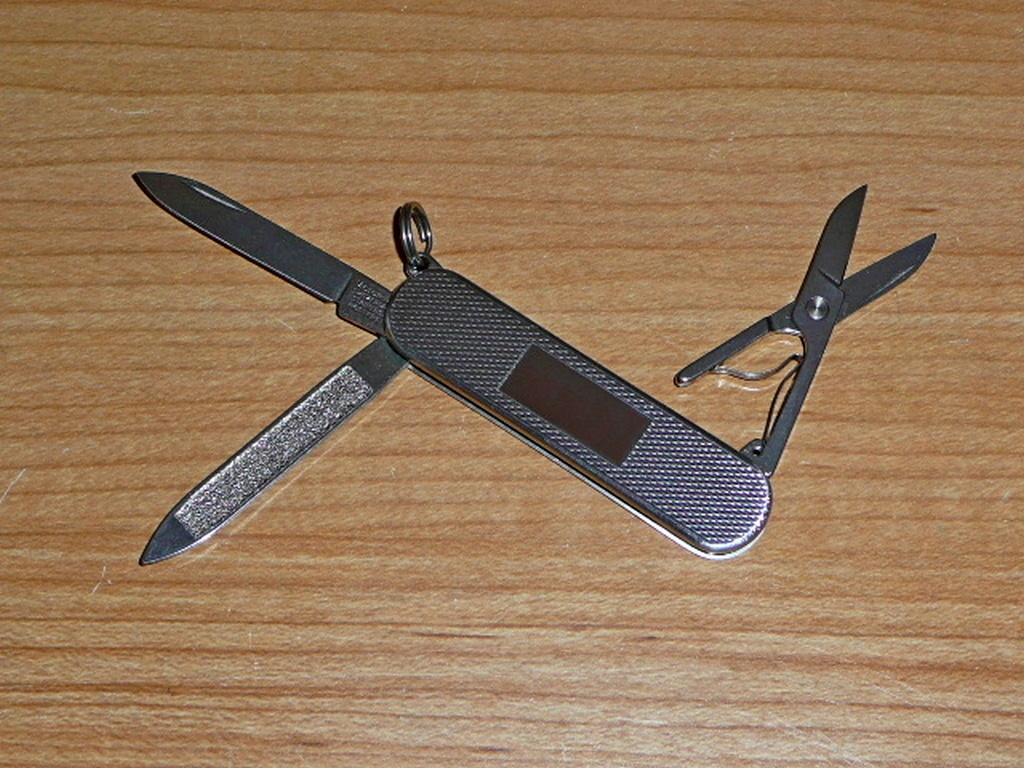
Victorinox Broker
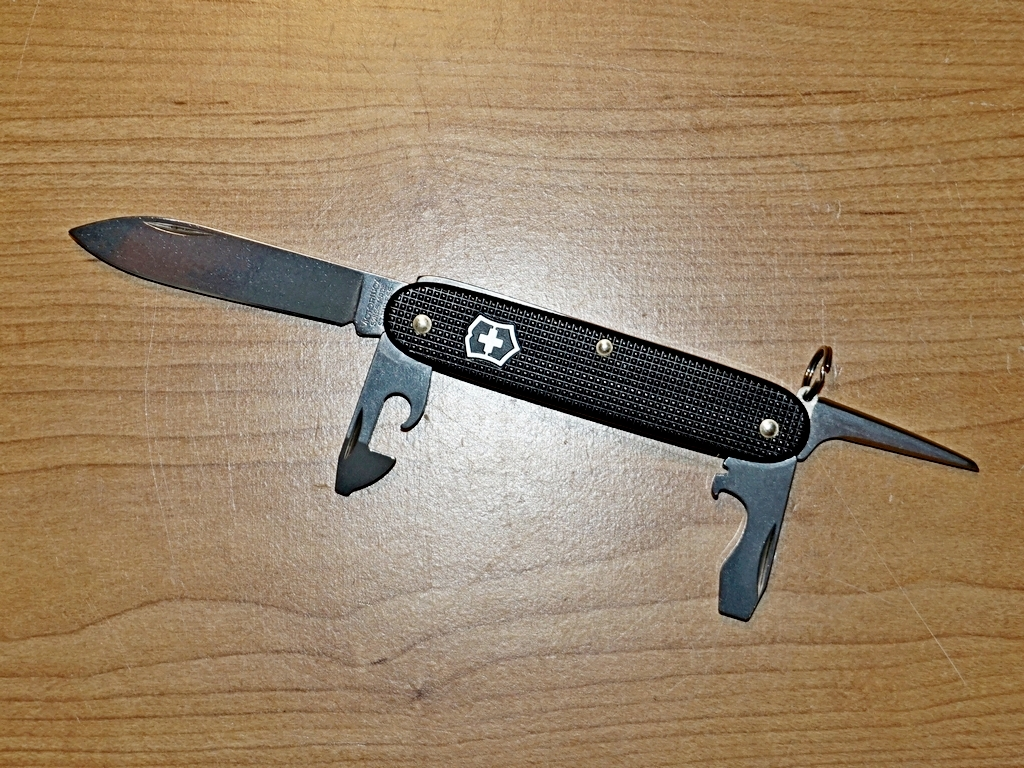
Victorinox Pioneer